# مقاطعة أمل
مقاطعة آمل (مازندران) (بالفارسية: شهرستان آمل) هي منطقة سكنية في إيران وتقع في مازندران يقدر عدد السكان في 
مقاطعة آمل، بـ 343,747 نسمة ومساحتها 4,374 كم2 .

## معرض صور

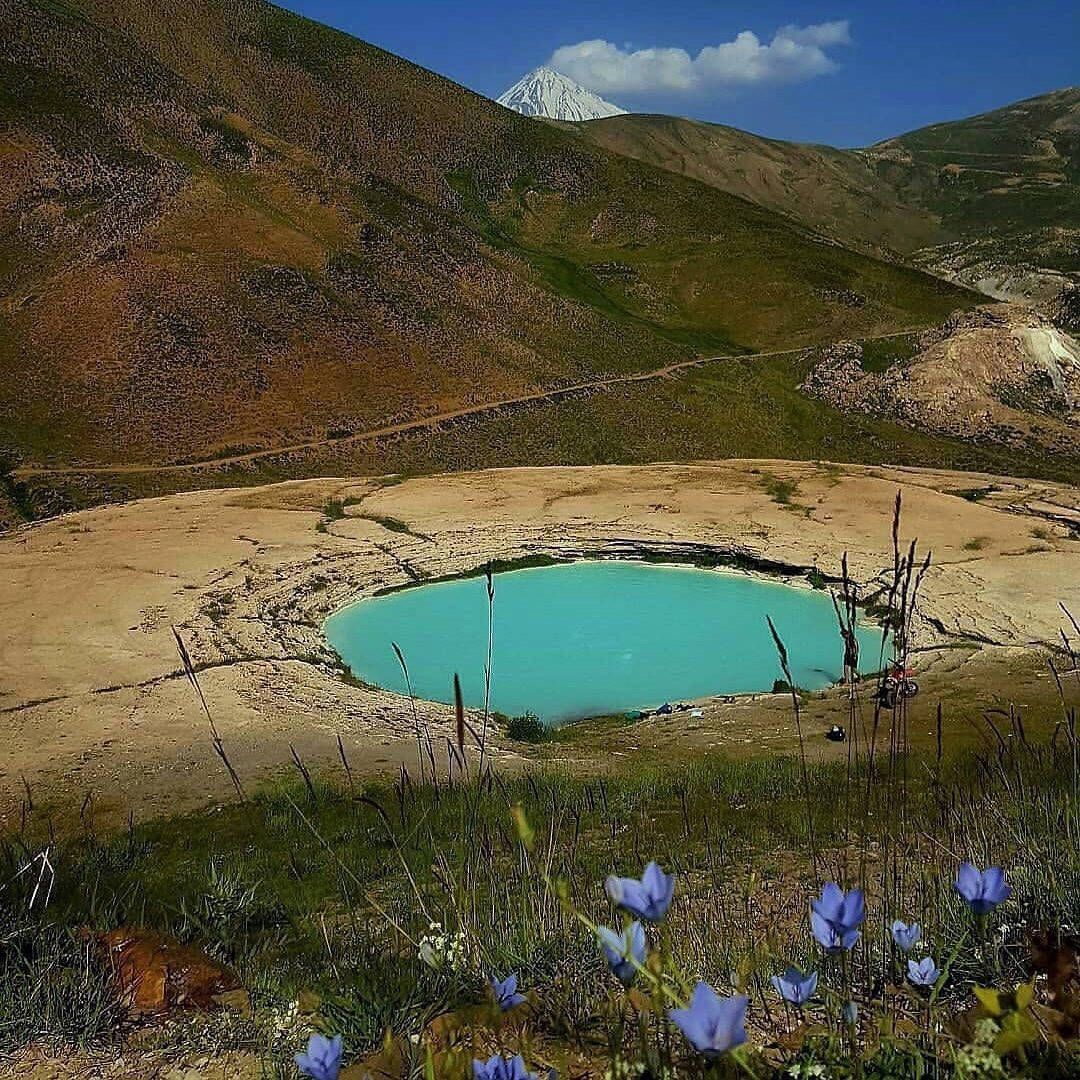
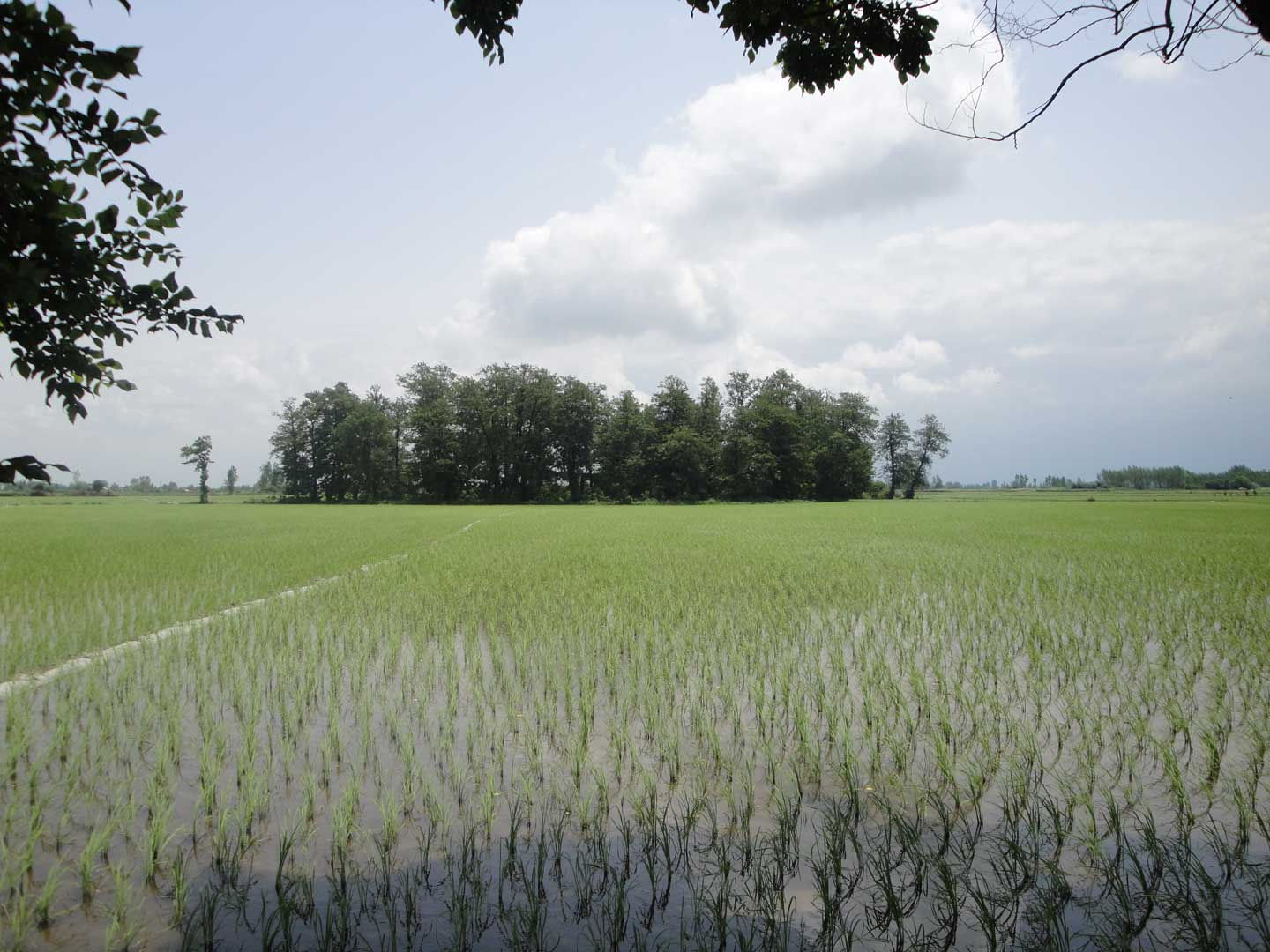
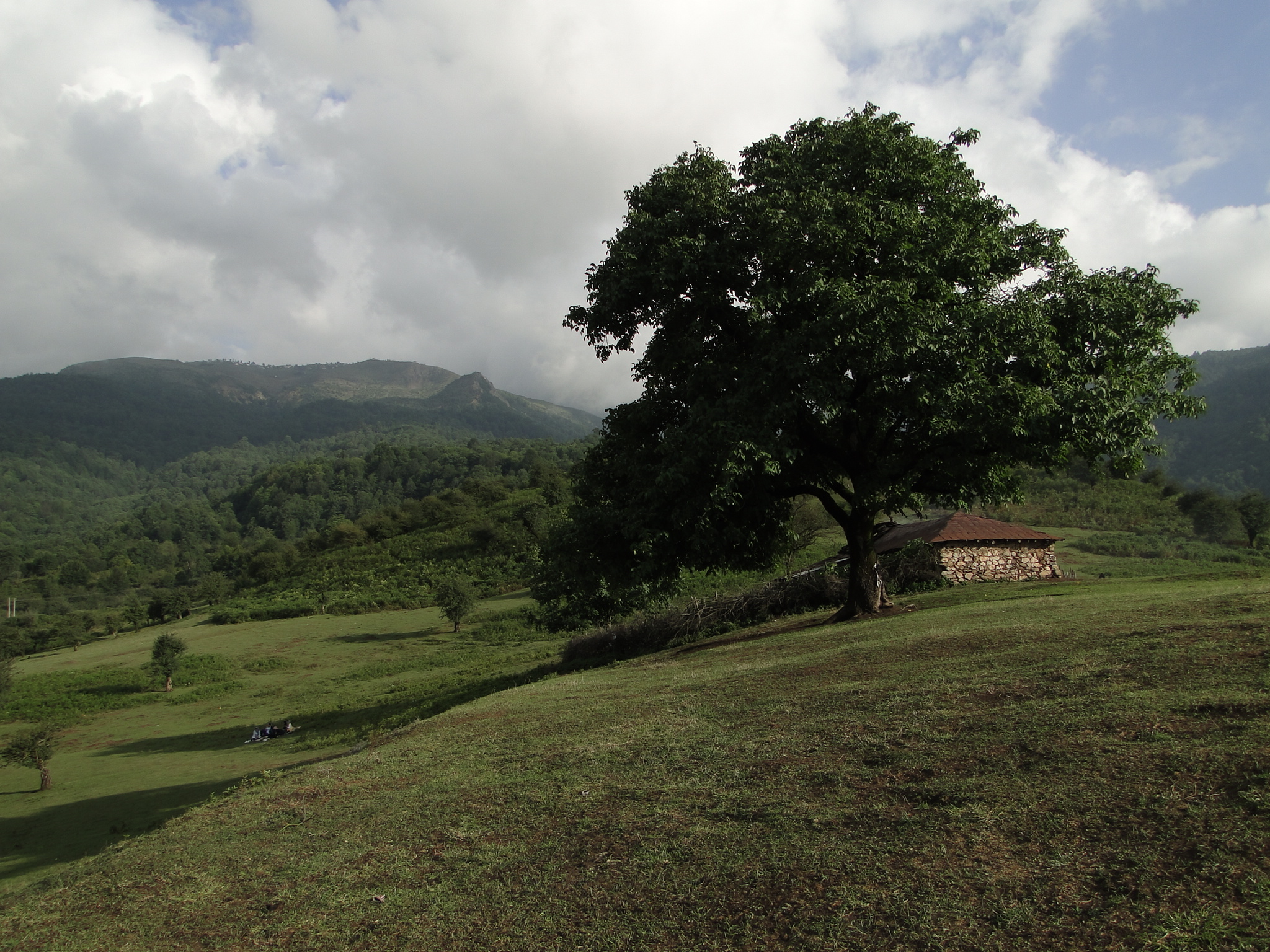
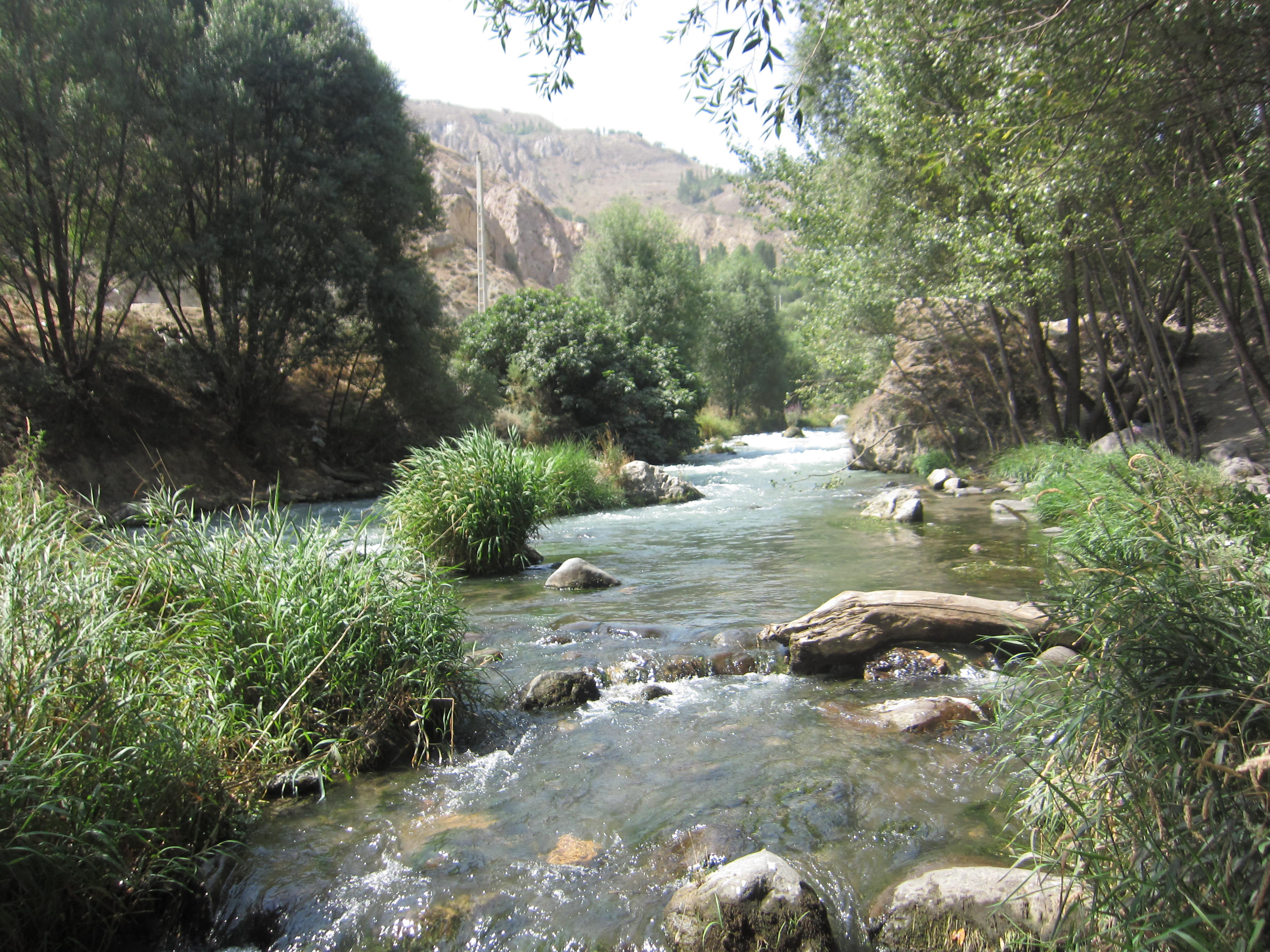
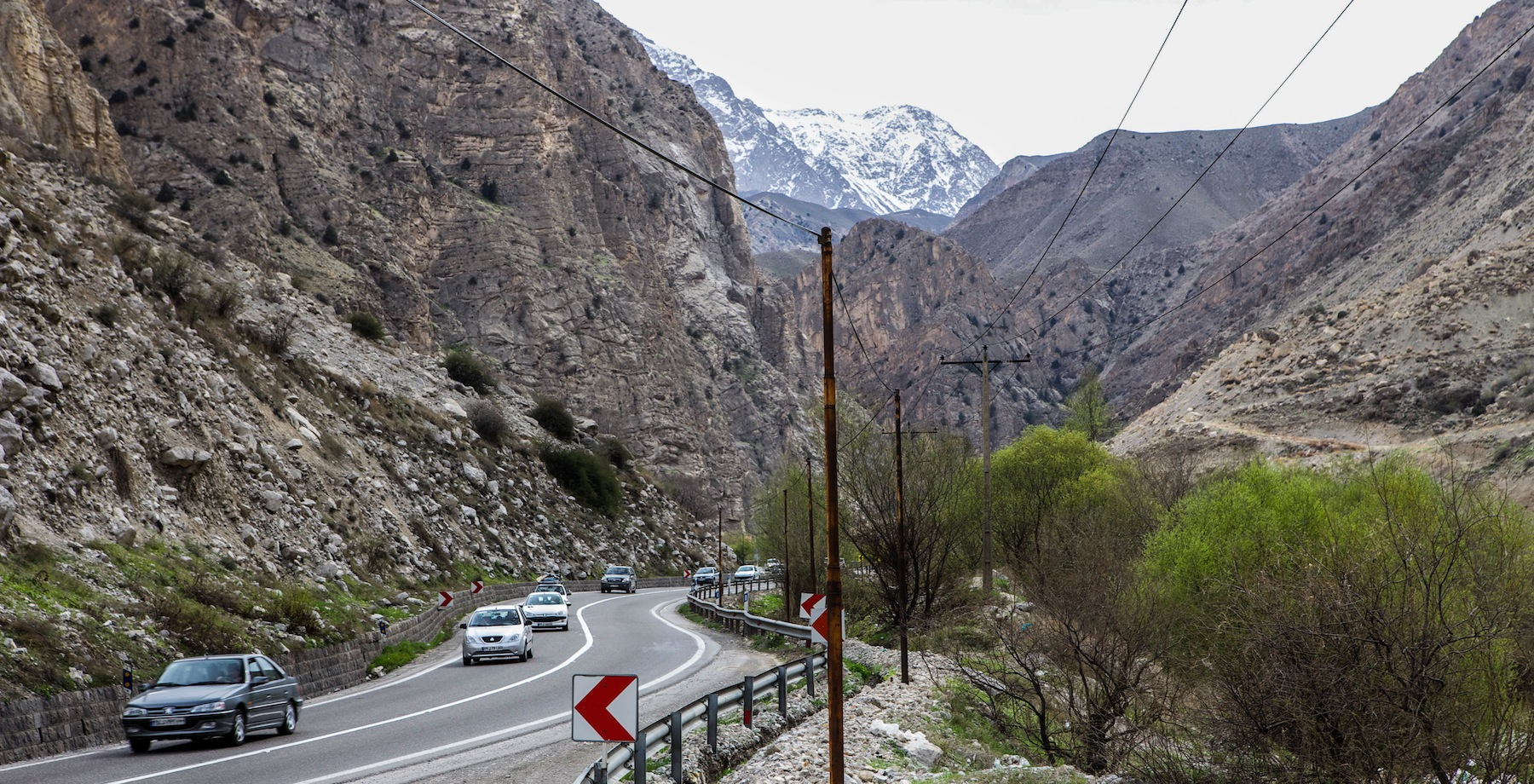
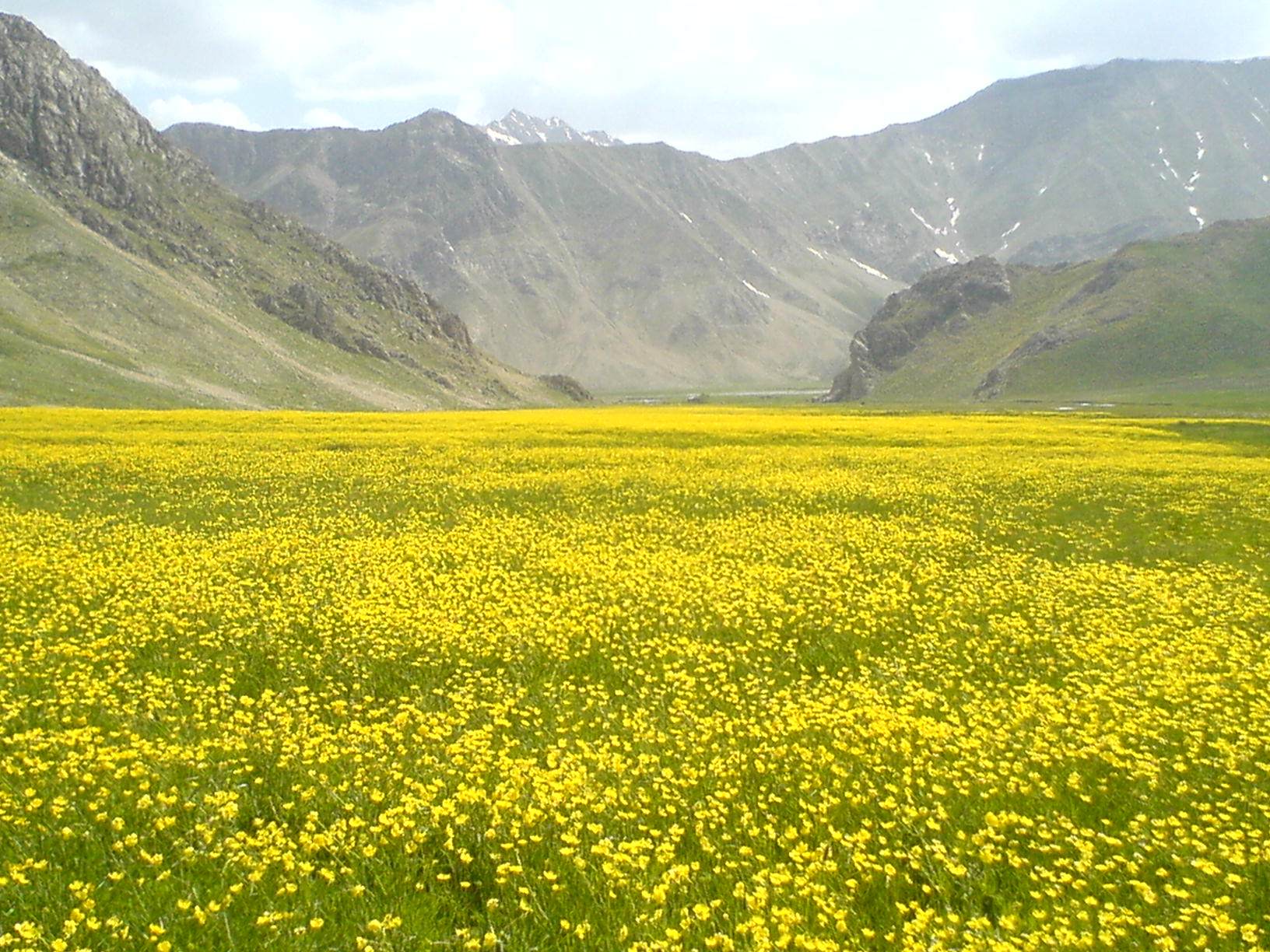